# لاکهید ال-۰۴۹ کونستلیشن
لاکهید ال-۰۴۹ کونستلیشن (به انگلیسی: Lockheed L-049 Constellation) یک هواگرد ساختِ کارخانهٔ لاکهید کورپوریشن در کشور ایالات متحده آمریکا است که در سال ۱۹۴۲–۱۹۴۶ ساخته شد. نخستین استفاده‌کنندهٔ این هواگرد ترنس ورلد ایرلاینز بوده‌است. این هواگرد برای نخستین بار در ۱۹۴۳ میلادی مورد استفاده قرار گرفت.